# Lise Vekeman
 (décembre 2017).
Si vous disposez d'ouvrages ou d'articles de référence ou si vous connaissez des sites web de qualité traitant du thème abordé ici, merci de compléter l'article en donnant les références utiles à sa vérifiabilité et en les liant à la section « Notes et références ».
Lise Vekeman, née à Québec, le 6 décembre 1947, est poète, romancière et essayiste. 

## Biographie
Elle obtient une maîtrise en philosophie de l'Université Laval en 1974 et en sociologie en 1987. Elle est membre de l'Union des écrivains et écrivaines québécois.
Depuis seize ans, elle fait partie de la Clinique d'écriture de fiction du GIFRIC. Elle a publié des textes poétiques dans la revue Estuaire et des nouvelles dans les revues Arcade, XYZ, La Quête journal de rue, L'Encrier (France) et Moebius. En 2004, elle a participé au collectif L’Atelier des apparences paru aux éditions L’Instant même, livre qui trouve son origine dans l’œuvre du peintre Paul Béliveau. 
Thème récurrent, l'enfance se retrouve dans la plupart de ses livres, car personne n'échappe à son enfance, elle se grave dans la mémoire, dans la chair, comme un tatouage, et parfois, elle tue. 

## Publications
- Comme marge entamée (poèmes)
- L'Itinérante (roman)
- La Fille de Thomas Voger (roman)
- Soi mythique et soi historique (essai)
- Marie-Antoine (roman)[1]
- Le troisième jour (roman)[2]
- Chroniques pour une femme (roman)
- Quelque chose de lui (roman)

## Nouvelles
- Fanny, autrefois,  « Mœbius », automne 1992, no 54-55
- Dora et le quatrième commandement, « XYZ », hiver 1993, no 36
- Hier, la morsure, « Arcade », hiver 1994, no 29
- Lettre morte, « L'encrier » (France), automne 1996, no 51/52
- Some children see him, « Arcade », hiver 1998, no 42
- Un dernier café, « La Quête », journal de rue, automne 2000, no 21
- Une accablante tranquillité, « XYZ », été 2003, no 74
- Sans sortir indemne, dans le collectif « L'atelier des apparences », éditions L'instant même, 2004